# Faustina (Guanajuato)
Santa Faustina es una mártir venerada en la Basílica colegiata de Nuestra Señora de Guanajuato, en Guanajuato (México).

## Historia

### Reliquias
De acuerdo con Lucio Marmolejo, pocos días antes del 28 de julio de 1803 los restos mortales de la santa, extraídos de las catacumbas de Santa Ciriaca, en Roma,: 24  llegaron a México por disposición de Antonio de Obregón y Barrera, II conde de La Valenciana, quien adquirió las reliquias; Barrera era hijo de Antonio de Obregón y Alcocer, I conde de La Valenciana, criollo que logró convertirse en uno de los hombres más ricos del mundo gracias a la explotación de la mina de La Valenciana. Al parecer los restos permanecieron inicialmente varios años en España, donde el conde los habría contemplado con motivo de uno de sus viajes, llevando a cabo todas las acciones pertinentes para trasladarlos a México. El arzobispo Francisco Javier de Lizana y Beaumont autorizó que el cuerpo de la mártir fuese expuesto a pública veneración en cualquier capilla u oratorio, emplazando el conde los restos en la capilla de su casa, ubicada en la entonces calle de Plateros (actual calle Francisco I. Madero) de la Ciudad de México. El cadáver estaba acompañado de un vaso con la sangre de la mártir, objeto que fue hallado junto al cuerpo como señal del martirio, así como de una authenticae expedida en Roma:: 11–12 

Franciscus Xaverius Passari, Dei et Apostolicae Sedis gratia, Archiepiscopus Larinensis, Sanctíssimi Domini nostri Prelatus Domesticus, Pontificio Solio assistens, utriusque signaturae refrendarius, almaeque Urbis vicesgerens.

Universis et singulis presentes nostras literas inspecturis fidem facimus, atque testamur, quod Nos ad majorem omnipotentis Dei gloriam, Sanctorumque suorum venerationem, dono dedimus atque concessimus sacrum corpus cum vase sanguinis Sanctae Faustine Martiris, extractatum ex coemeterio Pontiani vesto nobibo cum auro et argento, atque repositum in urna lignea, coloris porphidi depieta et deaurata in anteriori parte, cryste marco bene clausa, et funículo sérico, coloris rubri colligata, sigilloque nostro signata; cum facultate ittud apud se retinendi, aliis donandi, et in quaecumque Eclesia, Oratorio aut Cappella, publicae fidelium venerationi exponendi et collocandi. In quorum fides has literas testimoniales, nostra manu subscriptas, nostroque sigillo munitas, per infrascriptum Nostrum secretarium expediri mandamus.—Datum Romae ex AEdibus nostris hac die 25 mensis Julii. Anni 1792.—F. X. Archiep. Lar.—Gratis ubique. Vicentius Erculani. Secretarius.: 11–12 
Francisco Javier Passari, por la gracia de Dios y de la sede apostólica, arzobispo de Larino, prelado doméstico de Nuestro Santísimo Señor, asistente del trono pontificio, refrendador de ambas firmas y vicario de la ciudad.

A todos y cada uno de los presentes damos nuestra fiel inspección de nuestras cartas, y testificamos que, para mayor gloria de Dios Todopoderoso, y veneración de sus santos, hemos dado y concedido el sagrado cuerpo con un vaso de sangre de Santa Faustina Mártir, extraído del cementerio Ponciano revestido de oro y plata, y depositado en una urna de madera, pintada de color pórfido y dorada por el anverso, bien cerrada con una marquesina de cristal, y atada con un cordón de seda roja, sellada con nuestro sello; con capacidad de guardarlo consigo, de regalarlo a otros, y de exponerlo y colocarlo en cualquier iglesia, oratorio o capilla, para la veneración pública de los fieles. En cuya fe ordenamos que estas cartas testimoniales, firmadas por nuestra mano y protegidas por nuestro sello, sean enviadas por nuestro secretario abajo firmante.—Dado en Roma el día 25 de julio. Año 1792.—F. J. Arzbpo. Lar.—Agradecido por todas partes. Vicente Herculano. Secretario.

Por su parte, la recepción de las reliquias consta documentalmente en un escrito fechado el 28 de julio de 1803:

México, Julio 28 de 1803.—Vistas, cotejadas, reconocidas y diligentemente examinadas todas las particulares señales, expresadas en las letras impresas que anteceden, y habiéndolas hallado enteramente conformes con la urna que se nos ha presentado, y dentro de ella el cuerpo, y en un vaso separado porcion de la sangre de Sta. Faustina Mártir; habiendo hallado igualmente que el sello de estas letras concuerda también con cada uno de los cinco que se hallan a espaldas de dicha urna; concedemos nuestra licencia para que dicho cuerpo y porcion de sangre, puedan exponerse al culto y veneracion del público. Así lo decretó y firmó S. S. I. el Arzobispo mi Señor.—Francisco Arzobispo de México.—Dr. D. Domingo Hernandez.: 12 

Casi una década después, en 1812, el cuerpo de la santa fue depositado en la urna que lo custodia actualmente, acontecimiento certificado ante notario. Aquejado de una enfermedad, el conde terminaría donando los restos de la mártir y el vaso de sangre a la iglesia del Convento de San Diego de Guanajuato, que a comienzos del siglo xix fungía como templo parroquial, instalándose la urna en la capilla de una de las torres.: 20  Finalmente, en 1826 el cuerpo pasaría a ser venerado en la Basílica colegiata de Nuestra Señora de Guanajuato, concretamente en la capilla donde se encuentra sepultado el sacerdote y militar Celedonio Domeco de Jarauta, cuyo altar fue realizado por el arquitecto Eduardo Tresguerras ese mismo año,: 24  si bien en 1907, a raíz del patronato canónico de la Virgen de Guanajuato, las reliquias serían conducidas a la capilla mayor y dispuestas directamente debajo del sagrario, todo ello bajo la supervisión del notario público. La gran devoción que la santa despertó en los fieles llevaría a que la urna fuese retirada de la capilla mayor e instalada en el lado de la epístola del tramo inmediato anterior al crucero, lugar que ocupa en la actualidad.

### Biografía
De acuerdo con un panel informativo ubicado a los pies de la urna:

Faustina fue una joven italiana, de familia noble, era la menor, tenía una gran alegría de vivir. Cuando escuchó hablar de aquél hombre, Jesús, a quien llamaban «El camino», su corazón se estremeció de gozo. ¿Podría ser verdad tanta bondad? ¿De verdad había en algún lugar de la vida, alguien como él con esas cualidades tan únicas? El amor de nuestro Señor Jesucristo penetró el corazón fértil de santa Faustina y poco a poco fue germinando hasta brotar transformado en hermoso fruto de caridad.

El amor le cambió totalmente, y aquella joven amable de modales finos y delicadísimos se dedicó a amar a todas las personas desamparadas; recogía a los enfermos de las calles y cuidaba a los más desvalidos. Amaba muchísimo a los niños y derramaba en ellos toda su ternura de mujer, como una madre. No había persona necesitada que no fuera ayudada por ella. Colmaba de amor a los ancianos desamparados y alimentaba a los pobres, y llevaba en sus labios y en su vida las grandes verdades del evangelio. La palabra de Nuestro Señor se hizo realidad en las manos y el corazón amantes de Faustina. Algunas jóvenes al ver aquella vida tan entregada a esas bondades muy poco conocidas, se decidieron por ayudarla en sus tareas. Faustina fue llevando poco a poco y con su gran ternura todas esas personas a pensar en la posibilidad de Dios en la persona de Jesús.

Portadora de las bondades de Nuestro Señor, sus manos acariciaban y sus labios besaban con ternura infinita a aquellas gentes tan desafortunadas, y llevaba el verdadero consuelo del alma, muchas veces sanó a las personas con el solo contacto de sus besos.

Ciertas autoridades romanas paganas no estaban de acuerdo con las proposiciones de vida del evangelio, la libertad de credo era sólo un sueño. El cristianismo estaba prohibido.

Faustina fue llevada ante las autoridades, y por ser una joven de familia respetable y que gozaba del cariño de la comunidad se le pidió que desistiera de su tarea y de sus prédicas. Ella no acepto y fue apresada y martirizada. Faustina fue sacrificada en público contaba con 23 años aproximadamente.

Faustina fue martirizada por una gruesa espada que se le incrustó en su cuello.

Esta biografía, carente por completo de cualquier dato verídico en el que basarse, constituye en realidad una hagiografía inventada con el fin de proporcionar alguna información sobre la santa, cuya vida resulta completamente desconocida al igual que la de numerosos mártires de las catacumbas romanas. Para mayor confusión, varias fuentes la identifican con Santa Faustina de Como, monja benedictina del siglo vi, y reinventan tanto su biografía como la de su hermana Santa Librada al afirmar que ambas murieron martirizadas por los romanos debido a su fe cristiana en torno a 580 d. C., época en que ya no había persecuciones contra quienes profesaban dicha religión aparte de que para entonces hacía más de un siglo que había tenido lugar la caída del Imperio romano, si bien en el siglo vi se produjeron algunos casos aislados de martirio. Estas fuentes sostienen acertadamente que las dos hermanas eran miembros de una familia adinerada de Piacenza y que rechazaron contraer matrimonio dada su devoción a Cristo, lo cual iba en contra del deseo de su padre, si bien se equivocan al afirmar que fueron perseguidas y ajusticiadas, con otra versión señalando que la santa fue asesinada por su progenitor, un supuesto comandante romano; ambas hermanas vivirían en realidad como ermitañas e ingresarían posteriormente en la Orden de San Benito, fundando el desaparecido Monasterio de Santa Margarita de Como, lugar donde permanecieron enterrados sus restos hasta que estos fueron trasladados a la Catedral de Santa María Asunta y dispuestos en el altar mayor en 1317, si bien una parte de los mismos se venera en la Iglesia de Santa Eufemia de Piacenza.
Debido a la existencia de otra mártir del mismo nombre venerada en Pasajes de San Juan (Guipúzcoa, España), se pretendió descalificar estas últimas reliquias argumentándose que el cuerpo conservado en el País Vasco era tan solo una estatua de cera, hecho del que supuestamente se habrían dado cuenta los fieles, de acuerdo con el responsable del Archivo Municipal de Pasajes, cuando estos extrajeron el cadáver de la santa de la urna que lo protege para cambiarle las vestiduras, si bien el párroco defendió la autenticidad de los restos mostrando la authenticae. La figura venerada en España constituye realmente una imagen elaborada a base de cera, madera, listones y un saco de serrín la cual contiene en su interior, en la zona del pecho, varios fragmentos óseos procedentes de las catacumbas de Santa Ciriaca, desconociéndose cualquier dato sobre la vida de la mártir. Por su parte, la santa custodiada en Guanajuato es, al igual que la de Pasajes, una santa de la que no se sabe ningún dato biográfico, por lo que ambas constituyen corposantos, denominación que reciben los cuerpos de mártires desconocidos de la antigua Roma procedentes de las catacumbas, tanto los introducidos en estatuas como los que se encuentran al descubierto, si bien la errada creencia de que los restos venerados en Guanajuato son los de Santa Faustina de Como ha llevado a que se considere de manera equívoca que el cuerpo conservado en Pasajes podría ser el de su hermana Santa Librada.

## Descripción
El cuerpo de la santa, custodiado en una urna de color blanco con detalles dorados y ligeramente manchada de hollín procedente del humo de las velas, consiste en una estatua yacente realizada en cera y en cuyo interior se conserva el esqueleto de la mártir. La cobertura cérea se encuentra notablemente deteriorada al punto de presentar importantes pérdidas, entre ellas una que deja al descubierto el antebrazo derecho, donde se pueden apreciar perfectamente el cúbito y el radio. La máscara muestra a su vez un pésimo estado de conservación al igual que el resto de la figura, toda ella cubierta de polvo y suciedad, aunque este lamentable estado no impide que diversas fuentes afirmen erróneamente que se trata de un cuerpo incorrupto o embalsamado. La imagen luce túnica de noble romana y calza un par de sandalias, atuendo habitual en los corposantos femeninos, con el cuerpo descansando sobre un colchón y la cabeza apoyada en dos cojines decorados con ricos bordados, junto a los cuales se halla el vaso con la sangre de la mártir, reducida a un polvo negruzco; al igual que la figura, el recipiente se encuentra deteriorado y el cristal que debía proteger la reliquia, roto y cubierto de polvo. Como accesorios, en una mano porta una palma como símbolo del martirio y en la otra un ramito de flores blancas, luciendo sobre la cabeza una corona de flores también blancas y una aureola. En lo que respecta a la lápida que sellaba el lóculo de donde fue extraído el cuerpo, esta aún se conserva y cuenta con la siguiente inscripción: «SANTA FAUSTINA MÁRTIR LA PAZ SEA CONTIGO».
Es probable que la estatua de cera fuese elaborada en Roma, lugar donde existían talleres especializados en este tipo de imágenes. Todos los corposantos eran originalmente propiedad del Vaticano, siendo costumbre que los pontífices los vendiesen a personas acaudaladas o los regalasen con el fin de saldar alguna deuda; el nuevo propietario de la reliquia, consistente en un esqueleto entero o parcial, solía acudir a uno de los talleres de arte sacro de la ciudad con el fin de embellecer el cadáver mediante su introducción en una escultura yacente puesto que la visión descarnada de los huesos podía resultar desagradable además de no invitar a la devoción. La práctica de ocultar los huesos en estatuas y de mejorar el aspecto de los cadáveres con coberturas céreas ha llevado a creer equivocadamente que estos cuerpos se hallan incorruptos o momificados, destacando en este aspecto ciertos corposantos así como varios cadáveres de santos y beatos conocidos, tanto los que están cubiertos de cera como los preservados con otros materiales: San Florencio en Orizaba (México), Santa Inocencia en Guadalajara (México), San Aprio en Roma (Italia), San Silvano en Dubrovnik (Croacia), San Pascual Baylón en Villarreal (España), Santa María Goretti en Nettuno (Italia) y, más recientemente, el beato Carlo Acutis en Asís (Italia). Así mismo, se conservan varias figuras yacentes de similar hechura a la imagen de Santa Faustina, como Santa Columba (Catedral de Bari), Santa Clementina (Iglesia de Santa María de la Estrella de Castelguidone), Santa Columba (Iglesia de San Francisco de Naro), Santa Cristina (Iglesia de Santa Cristina de Osma) y Santa Cándida (Santuario de San Francisco de Paula de Milazzo).

## Legado
Pese a la actual decadencia de su devoción, en 2003, con motivo de los 200 años de su llegada a México, el entonces abad Juan Rodríguez Alba trató de recuperar su culto; se empezó nuevamente a honrar a la mártir, con la cantante oriunda de Durango Alma Montenegro García cantando anualmente a la santa durante los oficios religiosos además de haber escrito el libro Mi encuentro con Santa Faustina. Aunque apenas sea objeto de veneración hoy día, aún se conservan varios exvotos a los pies de la urna, uno de ellos consistente en un collage, gozando la santa a su vez de cierta popularidad entre los enamorados, quienes se encomiendan a ella debido a la falsa creencia de que renunció al amor por su fe.